# Douglas A-4 Skyhawk
Douglas A-4 Skyhawk (pierwotnie A4D Skyhawk) – amerykański pokładowy samolot szturmowy produkowany przez zakłady Douglas (od 1967 McDonnell Douglas). Prototyp oblatano w 1954 roku.
Samoloty w różnych wersjach brały udział w wojnie wietnamskiej, konfliktach bliskowschodnich w 1967 i 1973 oraz wojnie o Falklandy-Malwiny w 1982.

## Historia
Prace nad konstrukcją samolotu rozpoczęto na początku lat 50. XX wieku w zakładach Douglas pod kierunkiem Edwarda Heinemanna. W przeciwieństwie do wielu powstających w tym czasie zaawansowanych technologicznie samolotów bojowych, założeniem było skonstruowanie prostego, lekkiego i stosunkowo niedrogiego odrzutowego dziennego samolotu szturmowego, o możliwie dobrych osiągach, który mógł działać bez eskorty myśliwskiej. W czerwcu 1952 roku marynarka USA (US Navy), poszukująca następcy śmigłowych samolotów Douglas AD Skyraider, zamówiła budowę dwóch prototypów i dziesięciu egzemplarzy przedseryjnych samolotu, który otrzymał oznaczenie w systemie marynarki A4D (czwarty samolot szturmowy Douglas).
Pierwszy prototyp oblatano po dwóch latach prac, 22 czerwca 1954 roku. We wrześniu 1955 roku prowadzono morskie próby kwalifikacyjne samolotu na lotniskowcu USS „Ticonderoga”. Faza prób była prowadzona do połowy 1956 roku, równolegle z uruchomieniem produkcji seryjnej pierwszej wersji A4D-1. 15 października 1955 roku A4D-1 ustanowił światowy rekord prędkości na trasie zamkniętej 500 km (1118,7 km/h), co było pierwszym takim osiągnięciem dla samolotu szturmowego.
Samoloty amerykańskie były produkowane dla Marynarki USA i Korpusu Piechoty Morskiej i pierwotnie nosiły oznaczenia zgodne z systemem samolotów morskich (A4D z kolejnymi cyframi wersji), na początku lat 60. zmienione na zunifikowane oznaczenie A-4 z kolejnymi literami wersji.
Produkcję zakończono w 1979 r. Wyprodukowano około 2900 egzemplarzy wersji bojowych i około 600 egzemplarzy wersji treningowych.

## Wersje

### Dla USA
- XA4D-1 – pierwszy prototyp (oblatany 22 czerwca 1954)[2]
- A-4A (pierwotnie A4D-1) – pierwsza wersja dla USA dostarczana od 1957 roku[2]
- A-4B (pierwotnie A4D-2) – wzmocniona konstrukcja, ulepszona awionika i system bombardowania, możliwość tankowania w powietrzu, zestaw uzbrojenia rozszerzony o pociski kierowane AGM-12 Bullpup. Oblatany 16 marca 1956, samoloty seryjne dostarczane od września 1957 roku (wyprodukowano ok. 542)[3]
- A-4C (pierwotnie A4D-2N) – wprowadzone ograniczone możliwości działania przy każdej pogodzie (m.in. system ślepego bombardowania TPQ-10 i radar wykrywania przeszkód terenowych APG-53). Oblatany 21 sierpnia 1958, seryjne dostarczane od marca 1960 roku (wyprodukowano 638)[3]
- A-4E (pierwotnie A4D-5) – mocniejszy silnik Pratt & Whitney J52-P-6 zamiast Wright J-65, zwiększony udźwig, dodane dwa punkty podwieszeń, ulepszona awionika (radar dopplerowski, radiowysokościomierz, system nawigacyjny TACAN). Dostarczane od listopada 1962 roku (wyprodukowano 499). Część później zmodyfikowana, z owiewką na grzbiecie według standardu A-4F[3]
- A-4F – mocniejszy silnik Pratt & Whitney J52-P-8A, dodana owiewka na grzbiecie dla pomieszczenia ulepszonej awioniki, lepszy fotel wyrzucany klasy 0-0, kierowane koło przednie. Oblatany 31 sierpnia 1966, seryjne dostarczane od czerwca 1967 roku (wyprodukowano 146)[3]
- TA-4F – dwumiejscowa wersja szkolno-bojowa o przedłużonym kadłubie, z kabiną w układzie tandemowym, ze zmianami przewidzianymi dla A-4F. Oblatany 30 czerwca 1965, seryjne dostarczane od maja 1966 roku (wyprodukowano 241)[4]
- TA-4J – dwumiejscowa wersja szkolno-treningowa, uproszczone wyposażenie bez możliwości bojowych, silnik J52-P-6. Oblatany w maju 1969, seryjne dostarczane od czerwca 1969 roku. Część przebudowano z TA-4F[5]
- A-4L – samoloty A-4C z awioniką ulepszoną do standardu A-4F, z dodaną owiewką na grzbiecie. Oryginalny silnik J65, trzy węzły podwieszeń. Przebudowano 100 od grudnia 1969 roku[5]
- A-4M – ulepszona wersja bojowa, w stosunku do A-4F ulepszona konstrukcja, wyposażenie i awionika, mocniejszy silnik Pratt & Whitney J52-P-408A, powiększony statecznik, powiększona przezroczysta część osłony kabiny dla lepszej widoczności, dodany spadochron hamujący. Oblatany 10 kwietnia 1970, seryjne dostarczane od kwietnia 1971 roku[6]

### Eksportowe
- A-4G – wersja bojowa dla lotnictwa pokładowego Australii bazująca na A-4E – dostarczono 8 sztuk od lipca 1967 roku[7]
- TA-4G – dwumiejscowa wersja szkolno-bojowa dla Australii bazująca na TA-4F – dostarczono 2 sztuki od lipca 1967 roku[7]
- A-4H – wersja bojowa dla Izraela bazująca na A-4E z ulepszeniami, jak powiększony statecznik, spadochron hamujący. Uzbrojenie wzmocnione do dwóch działek 30 mm DEFA ze 150 nabojami każde. Dostarczono 90 samolotów od 1967 roku[7]
- TA-4H – dwumiejscowa wersja szkolno-bojowa dla Izraela. Dostarczono 10 samolotów[7]
- A-4K – wersja bojowa dla Nowej Zelandii bazująca na A-4F, z powiększonym statecznikiem, bez spadochronu hamującego, ze zmienioną radiostacją. Dostarczono 10 samolotów[7]
- TA-4K – dwumiejscowa wersja szkolno-bojowa dla Nowej Zelandii[7]
- A-4KU – wersja bojowa dla Kuwejtu, 30 zamówione w 1974 roku[8]
- TA-4KU – dwumiejscowa wersja szkolno-bojowa dla Kuwejtu, 6 zamówione w 1974 roku[8]
- A-4N – wersja bojowa dla Izraela bazująca na A-4M z ulepszeniami, oblatana 12 czerwca 1972, dostarczana od końca 1972 roku[7]
- A-4P – samoloty A-4B zmodernizowane dla Argentyny, dostarczane od 1966 roku[6]
- A-4Q – samoloty A-4B zmodernizowane dla lotnictwa pokładowego Argentyny, 16 sztuk dostarczone od 1971 roku[6]
- A-4S – samoloty A-4B zmodernizowane dla Singapuru, dostarczane od 1973 roku[8]
- TA-4S – dwumiejscowa wersja szkolno-treningowa dla Singapuru – dwie osobne kabiny, 3 sztuki[8]

## Użycie

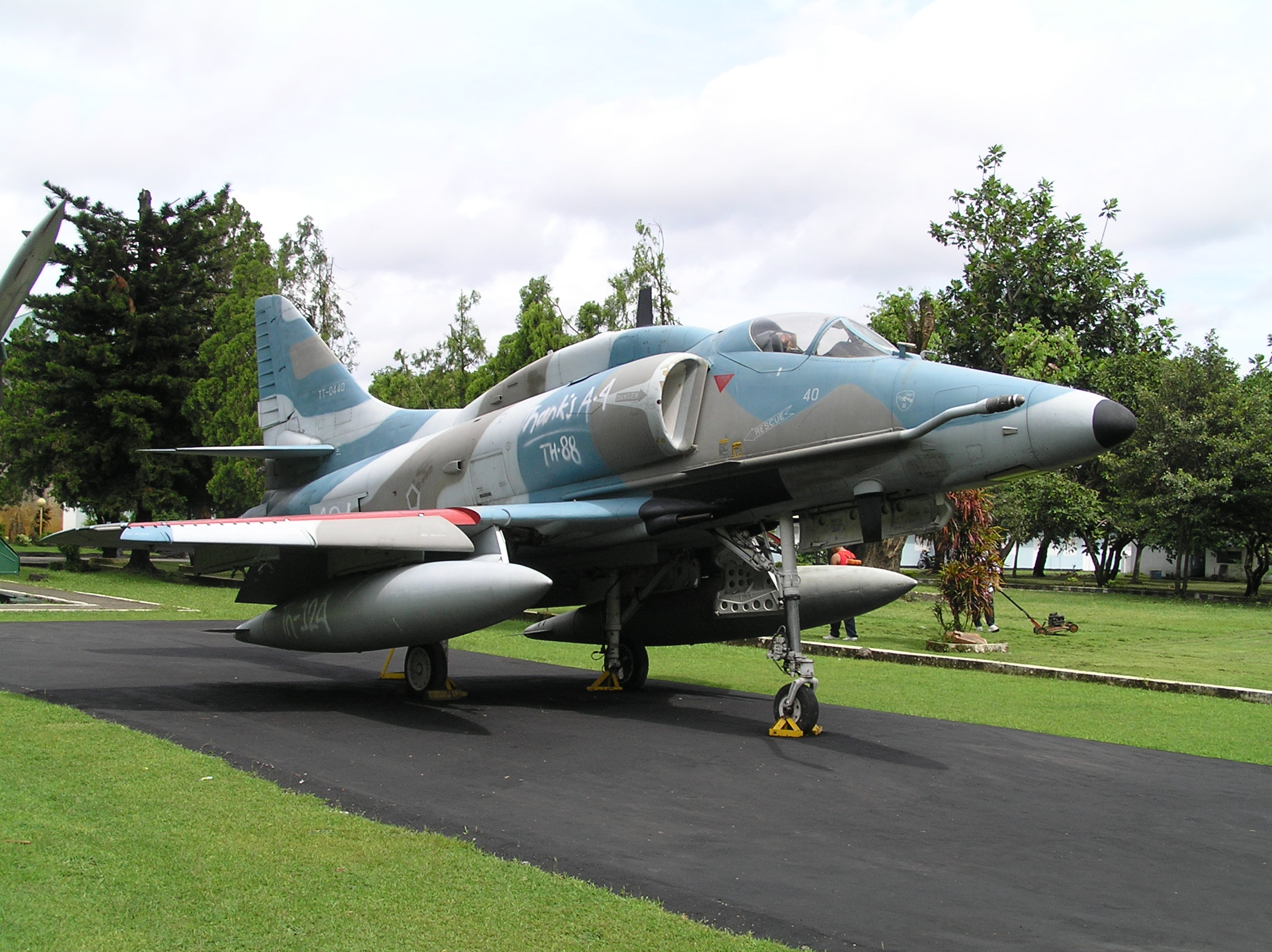
Indonezyjskie A-4H odkupione od Izraela. Widoczny jest tłumik wydechu na rurze wydechowej, zamontowany w Izraelu w celu zapewnienia lepszej ochrony przed pociskami termicznymi.

### USA
Pierwsze samoloty A4D-1 dostarczono do dywizjonu VA-72 lotnictwa marynarki USA 9 września 1956 roku, a już 26 października uzyskał on gotowość operacyjną. W styczniu 1957 roku rozpoczęły się dostawy dla lotnictwa Korpusu Piechoty Morskiej, począwszy od dywizjonu VMA-224.

### Izrael
Do połowy lat 60. Izrael mógł kupować samoloty jedynie we Francji, lecz w tym okresie uwidocznił się brak dostępnego nowoczesnego lekkiego samolotu szturmowego, gdyż Jaguar nie był jeszcze gotowy. Porozumienie zawarte w 1965 roku otworzyło możliwość zakupu samolotów w USA w zamian za udzielenie zgody przez Izrael na sprzedaż broni także krajom arabskim, gdzie USA poszukiwały rynków zbytu. 2 czerwca 1966 roku zawarto w tajemnicy umowę na sprzedaż samolotów A-4, lecz w nieco zubożonym wariancie pod względem wyposażenia elektronicznego i przenoszonych broni (m.in. bez pocisków kierowanych i przeciwradarowych). Na życzenie izraelskie wariant A-4H otrzymał spadochron hamujący i francuskie działka 30 mm (montowane dopiero od 1969 roku). Dostawy samolotów zaczęły się od grudnia 1967 roku, po wojnie sześciodniowej. Po raz pierwszy weszły do akcji w ramach 102. Dywizjonu 4 sierpnia 1968, bombardując palestyński obóz wojskowy w Jordanii. Zakupiono 48 samolotów A-4H, a w 1969 roku kolejne 42, które łącznie utworzyły trzy dywizjony (102, 109, 115). Zakupiono też wówczas 10 szkolno-bojowych TA-4H. Skyhawki używane były następnie podczas wojny na wyczerpanie z Egiptem nad Kanałem Sueskim, wykonując prawie 6000 misji przy stracie w latach 1969–1970 trzech samolotów. Po zawarciu rozejmu, USA sprzedały Izraelowi partię wycofanych z własnej służby samolotów A-4E, przystosowanych do przenoszenia pocisków Shrike, Sidewinder i bomb kierowanych AGM-62 Walleye (samoloty te zostały zmodernizowane przez dodanie „garbu” na aparaturę na grzebiecie). Utworzono z nich dwa dalsze dywizjony, 110 i 116. Od sierpnia 1971 roku rozpoczęto program modernizacji samolotów w zakresie silnika i wyposażenia elektronicznego, pod kryptonimem Crystal. Jednocześnie Izrael zamówił samoloty nowej ulepszonej wersji A-4N Skyhawk II (ostatecznie 117 sztuk). Dostawy ich rozpoczęły się na początku 1973 roku.
W czasie wojny Jom Kipur w październiku 1973 roku Skyhawk był najliczniejszym typem samolotu izraelskiego, na wyposażeniu pięciu dywizjonów bojowych. Atakowały nacierające wojska egipskie i syryjskie. Stracono aż 53 Skyhawki, w tym 31 podczas pierwszych czterech dni, lecz z drugiej strony stanowiło to jedynie 1,1 samolotu na 100 lotów, przy ponad 4695 zadaniach bojowych. Straty natychmiast wyrównano dostawą z USA 46 A-4E i F począwszy od 21 października, jeszcze podczas wojny, oraz zwiększeniem zamówienia na A-4N o 7 sztuk. W wojnie tej Skyhawk okazał się bronią decydującą w wyprawie na pustynię Synaj i w czasie walk o Wzgórza Golan. Później samoloty te zmodernizowano wyposażając w izraelskie przyrządy elektroniczne. Na skutek doświadczeń bojowych, od 20 października 1973 roku na samolotach montowano przedłużone rury wylotu gazów (ang. barrel), aby obniżyć skuteczność rakiet z głowicami samonaprowadzającymi się na ciepło i oddalić miejsce wybuchu od sterów.

### Argentyna
Argentyna używała A-4P od 1966 roku i A-4C od 1975 roku, oraz w lotnictwie marynarki, A-4Q. Podczas wojny o Falklandy-Malwiny w 1982 roku, argentyńskie Skyhawki zatopiły brytyjski niszczyciel rakietowy HMS „Coventry”, fregaty „Antelope” i „Ardent” oraz okręt desantowy „Sir Galahad” i uszkodziły kilka jednostek. Skyhawki A-4P i C zostały wycofane w 1999, natomiast od 1998 do służby argentyńskiej weszły 32 A-4AR i 4 dwumiejscowe OA-4AR (dawne A-4M, nowo zmodernizowane w USA przez Lockheed Martin), znane też pod nazwą Fightinghawk. Zmodernizowane samoloty przenoszą bomby szybujące Dardo 2, bomby klasyczne o wagomiarze do 500 kg, niekierowane pociski rakietowe kalibru 70 mm i 127 mm oraz pociski powietrze-powietrze AIM-9L/M Sidewinder.

## Kraje używające A-4 Skyhawków

### Obecnie

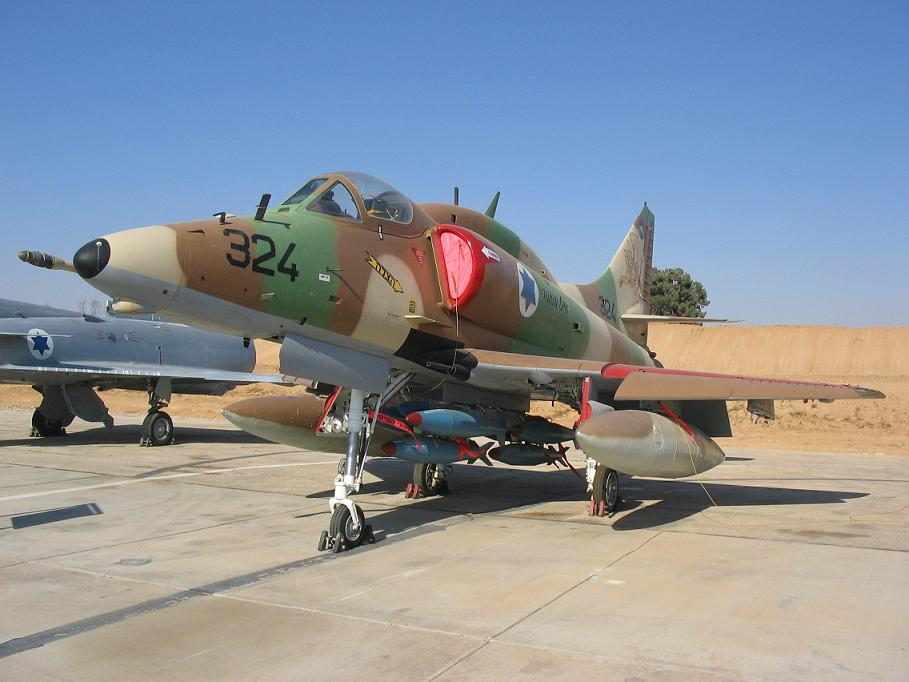
Izraelski A-4N

- Fuerza Aérea Argentina używa 33 A-4AR/OA-4AR Fightinghawk (3 uległy wypadkom)[18], do 1988 A-4Q używała też Armada de la República Argentina. Używane były nadal w 2024 roku[19].
- Marinha do Brasil używa 12 A-4KU zmodernizowane przez Embraera jako AF-1M/MA, samoloty służą na lotniskowcu São Paulo (A12). Swoje maszyny Brazylia pozyskała z nadwyżek sprzętowych Kuwejtu w 1999 roku. Zakupiono wówczas 23 samoloty w tym trzy dwumiejscowe. Pierwszy A-4 wdrożono do eksploatacji w połowie 2000 roku. W ramach wydłużenia czasu eksploatacji samolotów do czasu zakupienia nowych maszyn, mających wejść w skład grup lotniczych planowanych dwóch nowych lotniskowców, Embraer podjął się modernizacji tuzina maszyn A-4 (w tej liczbie znalazły się trzy samoloty dwumiejscowe). Pierwsza z nich, już z nowym systemem nawigacyjnym, łączności, ze zmodernizowanym silnikiem, stacją radiolokacyjną i nowym centralnym komputerem misji, dostarczono marynarce 26 maja 2015 roku[20].

### W przeszłości
- Royal Australian Navy – 30 A-4G (w tym 10 odkupionych od USA) używano na pokładzie lotniskowca HMAS Melbourne (R21), wycofane w 1983,
- Indonezyjskie Siły Powietrzne – 30 A-4E, 2 TA-4F, 2 TA-4J, odkupione od Izraela, używane od 1980 do 2003,
- Siły Powietrzne Izraela – 90 samolotów w zmodyfikowanym wariancie A-4H (A-4E, amerykańskie działko 20 mm zastąpiono francuskim działkiem DEFA 30 mm); 106 samolotów w wariancie A-4E (ex-US Navy); 117 samolotów w zmodyfikowanym wariancie A-4N (A-4M, zmieniona awionika i mocniejszy silnik); 49 maszyn w wersji treningowej TA-4 Ajit. Ceremonia zakończenia służby odbyła się 13 grudnia 2015 roku[21].
- Kuwejckie Siły Powietrzne – 36 A-4KU, ocalałe sprzedano Brazylii,
- Królewskie Malezyjskie Siły Powietrzne – 40 zmodernizowanych A-4PTM (odkupione od USA),
- Nowa Zelandia – 24 A-4K (w tym 10 odkupionych od Australii), ostatnie samoloty bojowe RNZAF wycofane w 2001,
- Siły Powietrzne Republiki Singapuru – 119 A-4S (odkupione od USA), ostatnie TA-4SU wycofano w 2012,
- Stany Zjednoczone (US Navy & USMC).